# 攪拌
攪拌（こうはん、かくはん、英語: agitation, stirring, churning）とは、流体、または粉粒体をかき混ぜる操作に対する呼称であり、工学の単位操作の1つに分類されるプロセスでもある。

## 漢字表記
本ページでは、固有名詞を除き、漢字表記は厳格に2010年の『常用漢字表』に準拠し、「攪拌」の表記に統一する。
- 攪拌：1946年の『当用漢字表』によると、「攪」は唯一の表記として挙げられており、この書き方が正式とされている。また、「攪」も印刷標準字体として使用されている。
- 撹拌：2000年の『表外漢字字体表』によると、「覺」が「覚」に簡略化されたことを踏まえ、「攪」を「撹」にすることが一般的とされている。「撹」は最も標準な字体ではないが、印刷字体として日本国内で非常に頻繁に使用されており、許容される字形の範囲内とみなされている。

なお、現代の日本においては「攪拌」が最も標準的な表記とされているが、「撹拌」を使用しても法的な問題はなく、どちらの表記を選んでも個人の自由である。

## 別称
流体が高度に粘稠な場合は、捏和（ねっか）または捏和混練（ねっかこんれん）と呼ぶ場合もある。
また、粉体に対する攪拌操作は単に混合や混ぜ合わせとも呼ばれ、他の分野、たとえば攪拌が応用されている料理や洗濯機の場面等においては異なる用語が用いられることから、攪拌という用語の使い分けは必ずしも明確ではない。

## 目的
攪拌をする目的は対象に応じて多岐にわたり、次の例示の一つないしは複数を目的とする。
1. 系内の温度・成分の分布状態を均一化。- 料理の焦げ付き防止。
2. 系内で発生する熱の系外への発散を促進。 - 化学反応の熱暴走を制御。
3. 分散系（とくにエマルション）の分布状態を微細化・均一化。- マヨネーズ、ホイップ、サラダドレッシングの作成。
4. 系内での凝集を促進。- 下道水の浄化の為の、ポリ塩化アルミニウム（凝集剤）処理。発酵槽の消泡操作。
5. 流体内での物質移動を促進。 - 粘稠な流体な移動や発酵槽内で必要な酸素交換を促進。

たとえば、攪拌の作用として微細分散化と凝集促進など相反する作用を持つが、前者は高速の流体で作用が増強され、後者は低速の流体で発現する。このように攪拌の強度やその結果発生する流速によって効果が異なってくるので、目的に合致した装置とその操作状況を考慮する必要がある。

## 攪拌装置
- 攪拌装置にはいろいろな形状の物が存在する。
  - 単に棒・板・プロペラ状の攪拌子を槽内で一定速度・一方向に回転させるものが多い。
  - 攪拌子を間欠回転させたり逆回転させる
  - 容器に撹拌羽根を差し込み、容器を自動反転させる容器回転式撹拌機もある。
  - 特殊な状況では複数の攪拌子を並べ互いに逆回転させる
  - 槽側に攪拌子と組合された突起あるいは板を取り付けて攪拌子が発生するせん断応力を増強させる

攪拌子への動力伝達方法も様々であり、回転軸を介して攪拌子を回転させるものが殆どであるが、化学実験や細胞培養実験など、実験室規模で粘性が殆どない液体を攪拌する場合、磁石を封入しテフロン等でコーティングした攪拌子を容器の外部から回転する磁界で動力を伝達するマグネチックスターラーと呼ばれる装置も存在する。これらの実験装置を使う分野ではマグネチックスターラーに対して、軸を介して攪拌する装置をメカニカルスターラーと呼ぶことがある。
あるいは小型観賞用水槽のエアレーション装置や工業用スプレードライ装置等、粘度の低い流体では攪拌子を使わずに、槽の流体や外気を槽外に設置したポンプで加圧して槽内に勢い良く吹き込むことで槽内を攪拌する装置も存在する。